# Frito-Lay
Frito-Lay ist ein US-amerikanisches Unternehmen, das heute zum PepsiCo-Konzern gehört. Es entstand 1961 durch eine Fusion der Unternehmen The Frito Company und H.W. Lay & Company. Die Frito Company wurde 1932 von Charles Elmer (C.E.) Doolin in San Antonio in Texas gegründet und setzte anfangs auf Maischips. In den 22 Jahren bis zu seinem Tod 1959 entwickelte Doolin daraus ein erfolgreiches Unternehmen, das mit Produktionsstandorten in 18 Städten und mehr als 3000 Beschäftigten einen Jahresumsatz von 50 Mio. US$ erzielte. Ebenfalls 1932 gründete Herman Warden Lay in Nashville in Tennessee ein Unternehmen zur Produktion von Kartoffelchips, aus dem nach einem Umzug nach Atlanta 1939 die H.W. Lay & Company entstand. Auch Lay expandierte mit seinem Unternehmen und hatte im Jahr 1956 Produktionsstandorte in 8 Städten, sowie Niederlassungen und Läger in 13 weiteren Städten, an denen er insgesamt über 1000 Mitarbeiter beschäftigte. 1944 bewarb die H.W. Lay & Company als erster Snack-Hersteller ihre Lay’s-Produkte in einem Fernsehwerbespot.
Bereits ab 1945 fand eine Zusammenarbeit der beiden Unternehmen statt, als die Frito Company der H.W. Lay & Company ein exklusives Franchise für Produktion und Vertrieb von Frito Produkten im Südwesten der USA gewährte. Diese Kooperation mündete schließlich im September 1961 in eine Fusion der beiden Unternehmen, aus der die Frito-Lay Inc. entstand. Gemeinsam erreichten die Unternehmen 1961 nach der Fusion zur Frito-Lay Inc. einen Jahresumsatz von 127 Millionen US$.
Im Februar 1965 verkündeten die Unternehmen Frito-Lay Inc. und Pepsi-Cola, eine Fusion zu planen, die am 8. Juni desselben Jahres vollzogen wurden. Aus dieser Fusion entstand die PepsiCo Inc. Auf der Liste der wertvollsten Marken weltweit, die jährlich vom amerikanischen Wirtschaftsmagazin Forbes veröffentlicht wird, lag Frito-Lay im Jahr 2020 auf Platz 39 mit einem Markenwert von 16,3 Milliarden US-Dollar.
1996 restrukturierte der PepsiCo-Konzern seine Snack-Sparte und führte alle nationalen und internationalen Tätigkeiten in diesem Geschäftsbereich unter einem Dach zusammen, der Frito-Lay Company, unterteilt in die Betriebseinheiten Frito-Lay Nordamerika und Frito-Lay International.
Frito-Lay Nordamerika erwirtschaftet heute rund 50 % des jährlichen Gewinns von PepsiCo.
Auf dem deutschen Markt sind die Produkte von Frito-Lay erst seit dem Jahr 2000 zu finden, nachdem Frito-Lay die Aktivitäten im internationalen Geschäft, insbesondere in Europa und Australien, ab 1998 ausweitete.

## Produkte

Lay’s Sensations

Das Unternehmen produziert und vertreibt heute eine breite Palette an Knabberzeug unter 29 verschiedenen Marken. Zu den bekanntesten Marken des Unternehmens zählen Lay’s Kartoffelchips, Doritos Tortilla-Chips, Fritos Maischips und Cheetos mit einer Auswahl an verschiedenen Käse-Käseknabberartikeln.
Die Chips für den deutschen Markt wurden nach dem Markteintritt 2000 zunächst in den Niederlanden von Frito-Lay’s niederländischem Ableger Smith’s Food Group B.V. hergestellt. Heute kommen die Produkte für den deutschen Markt aus Werken in Portugal (Carregado) und Polen (Tomaszów Mazowiecki).